# Фиолетово (станция)
Фиолетово (в атласах железных дорог также употребляется форма Раз. "Фиолетовый") - железнодорожная станция Южно-Кавказской железной дороги. Открыта в 1986 году и названа по одноимённому селу.

## Деятельность
Пассажирское сообщение по станции отсутствует. В 2008-2009 году руководство ЗАО "ЮКЖД" рассматривало возможность пуска электропоезда Канакер - Дилижан, однако проект не осуществлён.
Грузовое движение представлено 5 парами поездов в неделю, перевозящих различные грузы в/из Дилижана.

## Перспективы
Начиная с 1990-х годов обсуждается проект строительства железнодорожной линии Фиолетово - Ванадзор протяжённостью 32 километра как одного из участков транспортного коридора Европа - Кавказ - Азия и возможности увеличения пропускной способности сети железных дорог Армении. По состоянию на 2011 год завершается работа над сметно-проектной документацией. После открытия данной линии станция Фиолетово должна стать узловой.